# Collégiale Saint-Jean-Baptiste de Saint-Chamond
La collégiale Saint-Jean-Baptiste est une collégiale maintenant en ruine, située à Saint-Chamond dans le département de la Loire en France.

## Historique
La collégiale a été édifiée de 1634 à 1644 par le marquis de Saint-Chamond, Melchior Mitte de Chevrières.

## Architecture

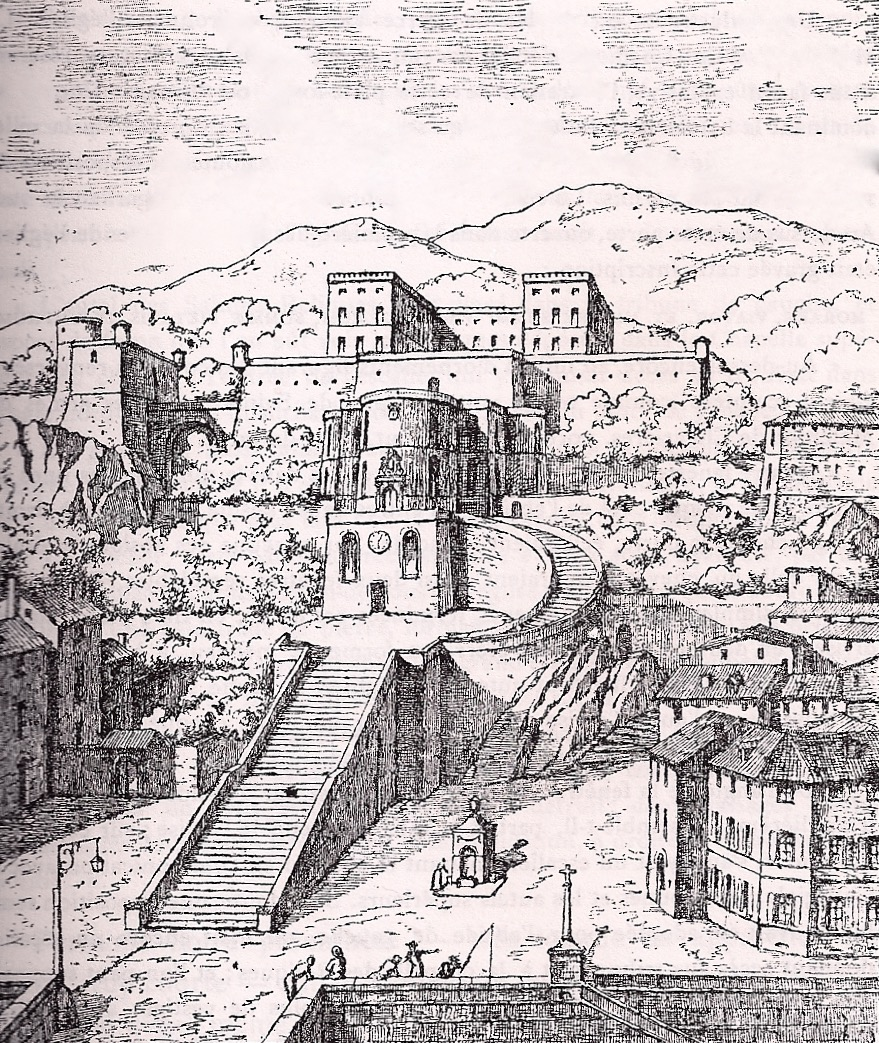
La Collégiale aujourd'hui disparue, gravure extraite de Histoire de Saint-Chamond de James Condamin, 1890.